# Blödiet
Het mineraal blödiet of astrakaniet is een gehydrateerd natrium-magnesium-sulfaat met de chemische formule Na2Mg(SO4)2·4(H2O).

## Eigenschappen
Het mineraal vormt monokliene kristallen, heeft een hardheid van 2,5 tot 3 en een gemiddelde dichtheid van 2,23.

## Naamgeving
Blödiet is genoemd naar de Duitse scheikundige Carl August Blöde (1773-1820).

## Voorkomen
Het mineraal wordt gevonden in evaporieten zoals in het Great Salt Lake in Utah. De typelocatie is de Ischler Salzberg in het noorden van Oostenrijk.